# 性能指数
性能指数（せいのうしすう、英語: figure of merit、略称: FoM）は、装置・システム・方式の性能を他と比べて特徴づけるのに用いられる量である。

## 例
- CPUのクロックレート
- 一食あたりカロリー
- 液晶のコントラスト比
- スピースピーカーカーの周波数応答
- 太陽電池の fill factor
- デジタルカメラの イメージセンサーの解像度
- ソナーの検知性能指標。これは50％の検知性能を達成する伝達損失で定義される。
- 電波受信器の雑音指数
- 材料の熱電性能指数Z。その材料による熱電対の効率がこの指数に比例する。
- デジタル-アナログ変換回路の性能指数。 (power dissipation)/(2ENOB × effective bandwidth) [J/Hz] として計算される
- 照明の発光効率
- 会社の利益
- ノートパソコンのバッテリー寿命[注釈 1]
- 太陽炉の熱吸収・熱伝達性能
- アンプ性能指数

## 変調システム
通信のための変調システムでは、 信号対雑音比 ((SNR)O)と入力信号対雑音比(SNR)C)の比が性能指数。